# Kleine Bodenrenke
Die Kleine Bodenrenke (Coregonus pidschian), auch als Kilch bezeichnet, ist eine Fischart aus der Familie der Lachsfische, der zur Gattung der Felchen, Renken oder Maränen (Coregonus) gehört.

## Merkmale
Die Kleine Bodenrenke besitzt einen langgestreckten und seitlich abgeflachten Körper mit unterständigem Maul. Er erreicht eine durchschnittliche Körperlänge von 20 bis 35 Zentimetern bei einer Maximallänge von etwa 50 Zentimeter. Die Rückenfärbung ist blaugrün bis bräunlich, die Flanken und der Bauch sind silbrig bis weiß. Auf dem ersten Kiemenbogen sind bei dieser Art 15 bis 35 Reusendornen ausgebildet, wodurch er sich von anderen Arten der Gattung unterscheiden lässt. Besonders in den Alpen kommen Populationen mit sehr großen Augen vor, und Tiefenformen sind zudem meist sehr hell gefärbt.

## Verbreitung
Die Kleine Bodenrenke kommt circumpolar im Süßwasser in Skandinavien (Mittel- und Nordschweden und Finnland), in Russland im nordöstlichen Sibirien, im westlichen Einzugsbereich des Beringmeers und teilweise des Ochotskischen Meeres sowie in Alaska im Bereich der Beaufortsee, der Tschuktschensee und des Beringmeers vor. Außerdem leben einzelne Populationen in Polen sowie in den Alpen und Voralpen, beispielsweise im Boden-, Chiem-, Ammer- und Thunersee.

## Lebensweise
Die Fische sind Schwarmfische im Bodenbereich von kühlen Flüssen und Seen und ernähren sich bevorzugt von benthischem Zooplankton (wirbellosen Organismen wie Insektenlarven und Kleinkrebsen), kleinen Muscheln und Schnecken. Dabei bevorzugen sie sandigen und Geröllboden. Innerhalb der Art gibt es wie bei anderen Lachsfischen sowohl stationäre wie auch wandernde Formen.
Die Fortpflanzung und Eiablage findet zwischen September und Januar bei Wassertemperaturen von 4 °C statt, wobei die Rogner (Weibchen) zwischen 8.000 und 50.000 Eier auf den Boden ablegen. Die Geschlechtsreife erreichen die Fische mit drei bis vier Jahren.

## Gefährdung
In der Roten Liste gefährdeter Arten der IUCN wird Die Kleine Bodenrenke als „nicht gefährdet“ (Least concern) gelistet.